# Mont Hua
Pour les articles homonymes, voir Hua.
Le mont Hua (sinogrammes simplifiés : 华山 ; sinogrammes traditionnels : 華山 ; pinyin : huà shān) est situé dans la province du Shaanxi, à une centaine de km à l'est de la capitale Xi'an. C'est l'une des cinq montagnes sacrées de Chine aussi connue sous le nom de montagne de l'Ouest (sinogrammes simplifiés : 西岳; sinogrammes traditionnels : 西嶽; pinyin : xī yuè).

## Autres noms
Le mont Hua est également appelé 太华山 (pinyin : tài huà shān) ou 华通花 (pinyin : huà tōng huā).

## Géographie
Le mont est constitué de cinq sommets principaux dont le plus haut, le pic Luoyan (sinogrammes : 落雁峰 ; pinyin : luò yàn fēng), également connu sous le nom de pic du Sud (sinogrammes : 南峰 ; pinyin : nán fēng), culmine à 2 155 m. 
Le pic du Nord (1 613 m) se gravit depuis la base de la montagne (à pied ou en téléphérique). Du sommet, d'autres sentiers permettent de gagner le pic du Centre (2 042 m), le pic de l'Ouest (2 038 m), le pic de l'Est (2 100 m) et le pic du Sud.

## Valeur religieuse
Le mont Hua est l'une des cinq plus importantes montagnes sacrées chinoises. Dès le IIe siècle av. J.-C., ce lieu a eu une valeur religieuse importante en Chine. La montagne abriterait, selon les taoïstes, le dieu des mondes souterrains. Hua Shan est restée plus confidentielle que d'autres lieux sacrés, à cause de son relief escarpé qui ne facilite pas les pèlerinages. Elle était surtout un lieu de retraite pour les ermites et un endroit recherché pour ceux qui croient en l'immortalité.

## Affluence touristique
Des escaliers et échelles permettent l'ascension de la montagne (par le chemin des Soldats composé de 4 000 marches), le parcours de la crête du Dragon bleu et la visite des lieux touristiques comme le pavillon de l'Échiquier. Les amateurs de sensations fortes viennent parcourir le plank walk, une via ferrata, aménagée sur les flancs du pic du Sud, réputée pour être la plus vertigineuse au monde (près de 2 000 m de vide).

## Parc national du mont Hua
Le parc paysager du mont Hua (华山风景名胜区) a été proclamé parc national le 8 novembre 1982.

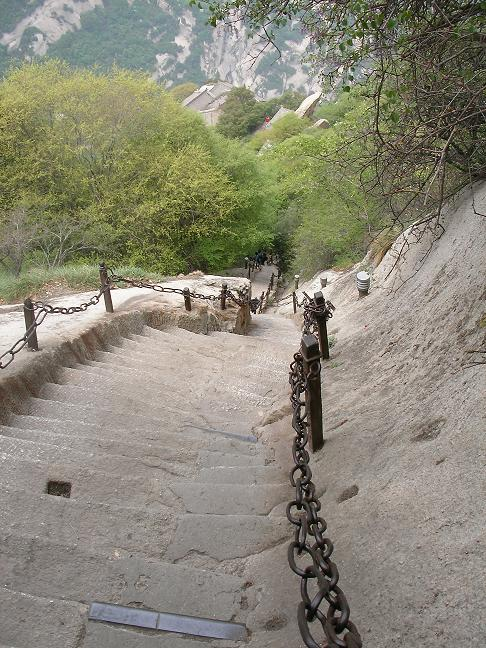
Escalier.
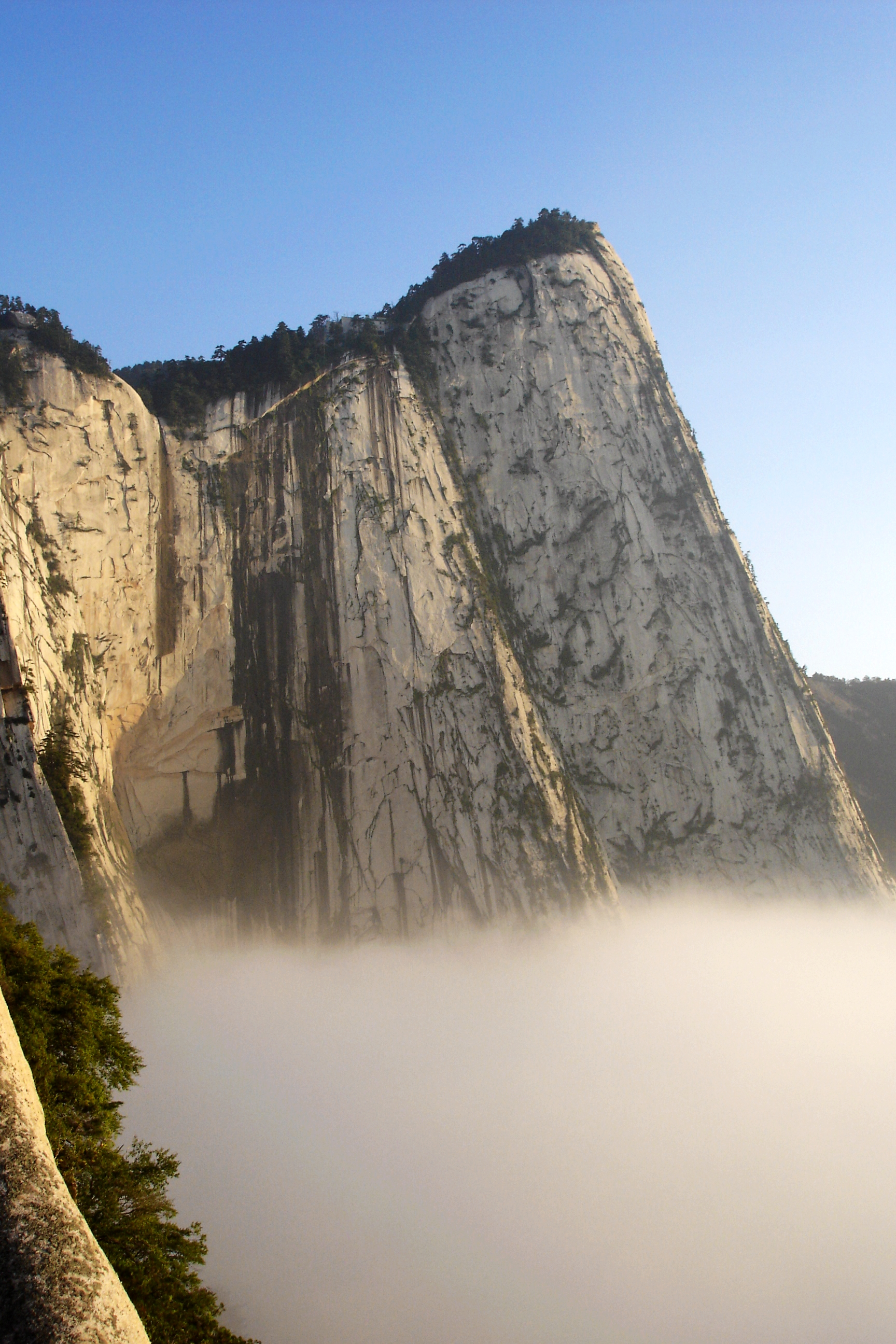
Vue sur le sommet ouest.
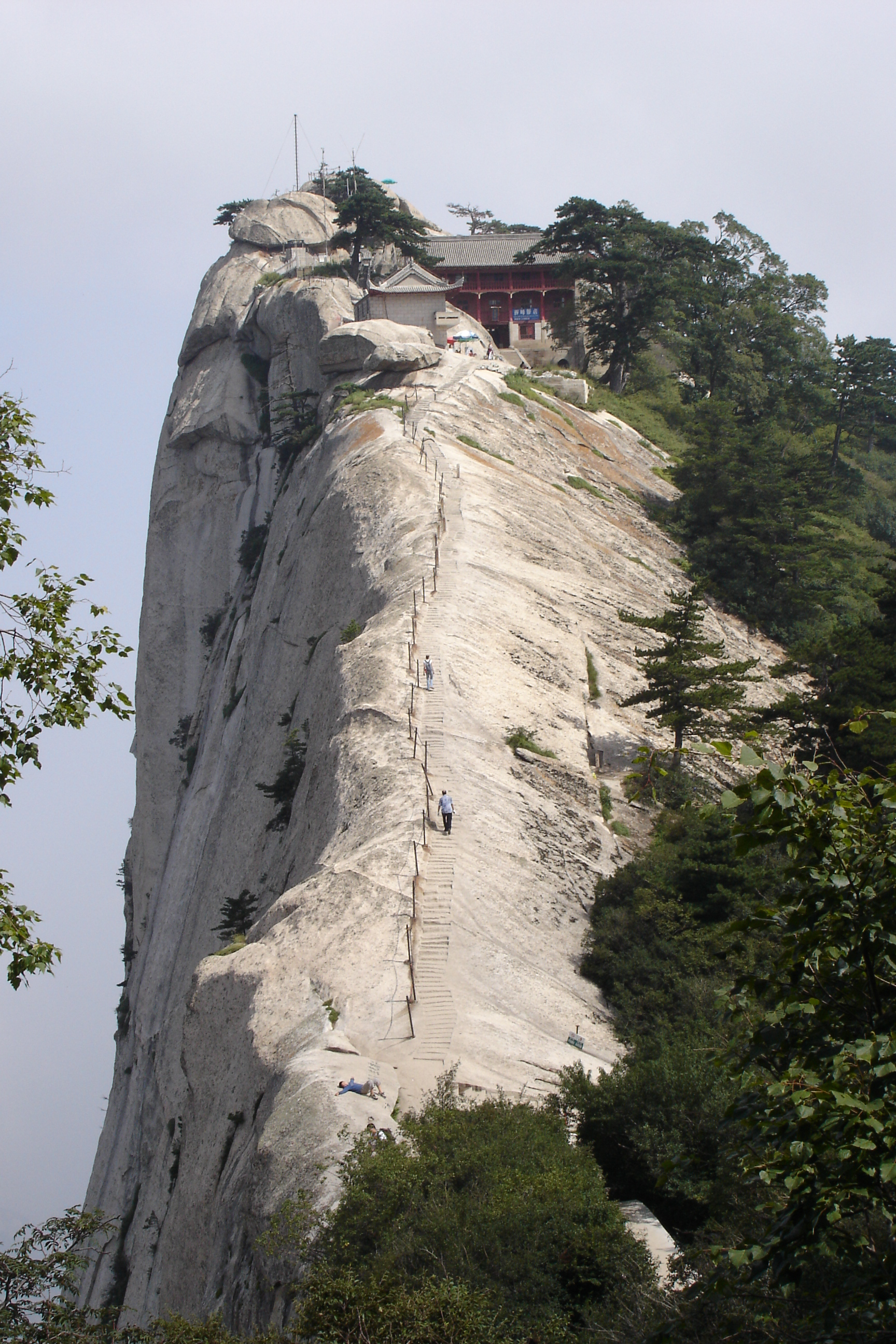
Sommet ouest.
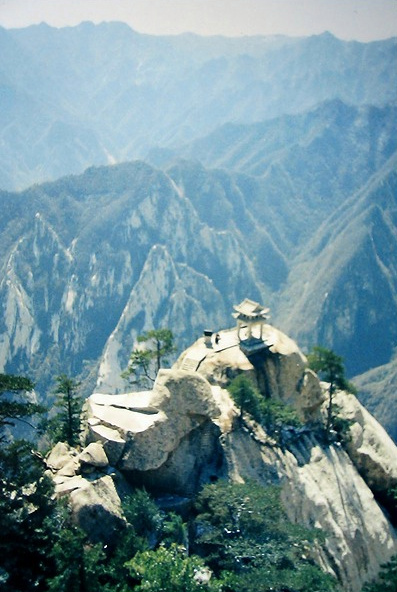
Pavillon.